# Els estranguladors de Bombai
Els estranguladors de Bombai (títol original en anglès: The Stranglers of Bombay) és una pel·lícula britànica dirigida per Terence Fisher, estrenada el 1959. Ha estat doblada al català.

## Argument
A l'Índia, al final del segle xix, una secta d'estranguladors anomenada els Thugs és la font de segrests, d'homicidis i de mutilacions de viatgers que travessen les regions del país sota la seva influència. Els actes violents perpetrats pels membres de la secta tenen per objectiu oferir sacrificis rituals a la deessa índia Sosa. Un regiment britànic es llança llavors darrere dels assassins per tal de posar-los fora de circulació.

## Repartiment
- Guy Rolfe: Capità Harry Lewis
- Allan Cuthbertson: Capità Christopher Connaught-Smith
- Andrew Cruickshank: Cor. Henderson
- George Pastell: Alt sacerdot de Kali
- Marne Maitland: Patel Shari